# Repugnant
Repugnant foi uma banda sueca de death metal formada em Estocolmo, Suécia em 1998. A banda foi conhecida por "reviver" o death metal sueco. Em sua carreira, a banda lançou 3 Demos, 2 EPs e 1 álbum.

## Discografia
- Spawn of Pure Malevolence (Demo, 1999)
- Hecatomb (EP, 1999)
- Draped in Cerecloth (Demo, 2001)
- Dunkel Besatthet (Demo, 2002)
- Premature Burial (EP, 2004)
- Epitome of Darkness (Álbum, 2006)

## Membros
- Mary Goore (Vocal e Guitarra) (1998 - 2010)
- Sid E. Burns (Guitarra) (1998 - 2010)
- Carlos Sathanas (Baixo) (1998 - 2010)
- E. Forcas (Bateria) (2004 - 2010)
- Chris Piss (Bateria) (1998 - 2004)